# 세바스티안 크리스토포로
세바스티안 카를로스 크리스토포로프 페페(Sebastián Carlos Cristóforo Pepe, 1993년 8월 23일 ~ )는 우루과이의 축구 선수로서, 포지션은 미드필더이다. 현재 카르타헤나 소속으로 활약하고 있다.